# John Francis Daley
John Francis Daley (Wheeling, Illinois, 20 de julio de 1985) es un actor, director y guionista de cine y televisión estadounidense. Es más conocido por su papel del psicólogo del FBI Lance Sweets en la serie televisiva Bones.
Ha dirigido dos largometrajes, Vacaciones (2015) y Noche de juegos (2018).

## Carrera
Daley, natural de Wheeling, Illinois, Estados Unidos, ha participado como actor en diversas series de televisión tales como Freaks and Geeks, Kitchen Confidential o la ya mencionada Bones con la que saltó a la fama. Además, en 2001 debutó como director con el corto para televisión What Babies Do. Su papel más reconocido es el del psicólogo del FBI Lance Sweets en la serie de la FOX Bones.
Aparte de su faceta como actor, Daley es la voz de una banda de rock llamada Dayplayer.

## Filmografía

### Cine
| Año  | Título                                  | Papel           | Notas                                |
| ---- | --------------------------------------- | --------------- | ------------------------------------ |
| 2000 | Allerd Fishbein's in Love               | Allerd Fishbein | Cortometraje                         |
| 2001 | The Kennedys                            | Anthony         | Película para televisión             |
| 2001 | What Babies Do                          |                 | Cortometraje / director              |
| 2003 | View from the Top                       | Rodney          |                                      |
| 2005 | Waiting...                              | Mitch           |                                      |
| 2007 | 5-25-77                                 | Pat             |                                      |
| 2007 | The Call                                | Tom             | Película para televisión             |
| 2008 | Burying the Ex                          | Zak             |                                      |
| 2011 | Horrible Bosses                         | Carter          | También como guionista               |
| 2011 | Audio Tour                              |                 | Cortometraje / director              |
| 2013 | The Incredible Burt Wonderstone         | Paramédico      | También como guionista               |
| 2013 | Rapture-Palooza                         | Ben             |                                      |
| 2013 | Cloudy with a Chance of Meatballs 2     |                 | Guionista                            |
| 2014 | Horrible Bosses 2                       |                 | Guionista                            |
| 2015 | Vacaciones                              |                 | Director y guionista                 |
| 2017 | Spider-Man: Homecoming                  |                 | Guionista                            |
| 2018 | Noche de juegos                         |                 | Director; junto a Jonathan Goldstein |
| 2023 | Dungeons & Dragons: Honor Among Thieves |                 | Director; junto a Jonathan Goldstein |

### Televisión
| Año       | Título               | Papel            | Notas                                      |
| --------- | -------------------- | ---------------- | ------------------------------------------ |
| 1999–2000 | Freaks and Geeks     | Sam Weir         | 18 episodios                               |
| 2000–2001 | Boston Public        | Anthony Ward     | 5 episodios                                |
| 2000–2001 | The Geena Davis Show | Carter Ryan      | 22 episodios                               |
| 2001      | The Ellen Show       | Erik             | Episodio: «Walden Pond»                    |
| 2002      | Spin City            | Spencer          | Episodio: «Eyes Wide Open»                 |
| 2003      | Regular Joe          | Grant Binder     | 5 episodios                                |
| 2004      | Judging Amy          | Jace Crosby      | Episodio: «Roadhouse Blues»                |
| 2005–2006 | Kitchen Confidential | Jim              | 13 episodios                               |
| 2006      | Stacked              | Kevin            | Episodio: «The Third Date»                 |
| 2007–2014 | Bones                | Dr. Lance Sweets | 138 episodios                              |
| 2012      | The Finder           | Dr. Lance Sweets | Episodio: «Bullets»                        |
| 2016      | Fresh Off The Boat   | Jordan           | Segunda temporada; episodio 21: «Rent Day» |